# Torsten Andersson
Pour les articles homonymes, voir Andersson.
Otto Torsten Andersson (6 juin 1926 - 30 mai 2009) est un peintre moderniste suédois, surtout connu pour son thème de la représentation réaliste de sculptures abstraites et de l'exploration bidimensionnelle d'objets tridimensionnels où les couleurs semblent se superposent de manière aléatoire et superficielle.

## Biographie
Torsten Andersson est né dans la paroisse d'Östra Sallerup (qui fait maintenant partie de la municipalité de Hörby), en Scanie en 1926. Après avoir pratiqué la peinture à l'école de dessin d'Otte Sköld à Stockholm en 1945, Andersson suit des cours à l'Académie royale suédoise des Beaux-Arts en 1946-1950. En 1947, il étudie l'art à l'Académie royale des beaux-arts du Danemark de Copenhague.
Dès le début, Andersson revient constamment sur la question de savoir si la peinture peut ou non être considérée comme un langage. Il ne se sent pas à sa place sur la scène artistique suédoise des années 1940, alors qu'il est un artiste émergent ; il lui semble que chacun a emprunté ou hérité son style artistique. Son propre croisement excentrique entre la peinture mélancolique de la nature et le constructivisme dans les années 1950 rencontre très peu de compréhension critique. Pourtant Andersson se forge rapidement une réputation d'"artiste d'artistes", ou plutôt de "peintre-artiste-peintre" qui suit sa propre voie, hors des sentiers battus du modernisme.
En 1960, Anderson est nommé professeur d'art à Stockholm. Après un conflit personnel avec l'Académie où il se retrouve soudain "totalement isolé, et complètement abandonné", il démissionne subitement en 1966 de son poste de professeur et se retire dans sa Scanie natale, où il reste pour la reste de sa vie. Pendant sept ans, sa carrière artistique est mise entre parenthèses. Comme il décrit plus tard un cours d'histoire de l'art; l'année 1966 a inspiré une série de peintures de pierres tombales sombres, notamment Min Headstone (Min gravsten) de 2005. 
Andersson reste un artiste qui étudie et pratique la peinture expérimentale, conquérant et créant son propre langage dans le processus. Il détruisait généralement des centaines de croquis qui menaient à ses œuvres finies. 
Andersson n'était pas non plus tout à fait satisfait de son propre travail; en 2008, lorsqu'il reçoit le premier prix du Carnegie Art Award, il déclare : « J'ai travaillé dur toute ma putain de vie, me sacrifiant et tant d'autres choses pour l'art. Ce prix n'est pas une confirmation que j'ai réussi, mais peut-être un petit indice à ce sujet". Torsten Andersson est décédé à l'âge de 82 ans à Hörby en 2009.